# Busão do Brasil
Busão do Brasil foi um reality show brasileiro produzido e exibido pela Rede Bandeirantes, de julho a outubro de 2010, inspirado no formato do programa The Bus, da Endemol, já exibido na Espanha, Bélgica e Holanda.
O vencedor do programa foi o policial Mário Remo com 80,20% dos votos do público, superando a estudante de publicidade e propaganda Thalita Wagner e a designer de moda Camilla Fit. Mário levou o prêmio principal de R$ 1 milhão, sem descontos.

## O programa
Criado pela Endemol, o programa registra a rotina de 12 pessoas, selecionadas através de inscrição, que ficarão parcialmente confinadas num ônibus sendo vigiados 24 horas por dia por câmeras. O veículo percorreu diversas cidades brasileiras e foi especialmente projetado para o reality. Dos 12 participantes, aquele que conseguisse chegar a final levou como prêmio um milhão de reais sem descontos.
No início do programa os 12 participantes começaram a viagem pela cidade de Fortaleza (CE). Durante três meses o ônibus do programa transitou por 11 estados do Brasil, percorrendo aproximadamente quatro mil quilômetros e parou ao todo em 16 cidades.
Em cada cidade que o ônibus estacionou, os participantes realizaram tarefas, provas e diversos passeios ao ar livre.
Muitas das atividades que foram feitas teve ligação com a cultura local, mostrando assim a diversidade dos costumes e das paisagens nacionais.
A última parada foi na cidade de São Paulo, na sede da Rede Bandeirantes de Televisão, quando o participante Mário, policial do GATE, foi o vencedor do prêmio de R$ 1 milhão com 80,20% dos votos.

## Pré-seleção
Inicialmente foi anunciado que o programa teria 12 participantes, mas na estreia, o apresentador Edgard Picolli anunciou que havia 24 pré selecionados, e desses 24, 11 entraram. Para concorrer a última vaga, os participantes que já estavam confinados no ônibus tiveram que votar e escolher o seu favorito a integrar o elenco de Busão do Brasil. O escolhido com a maioria dos votos foi o blogueiro Tato. Logo após essa seleção, o programa começou uma promoção para decidir quem seria o novo participante. Nessa promoção, os interessados deviam enviar por SMS o código de barras de produtos da guaraná Antarctica. A vencedora da promoção foi a participante Teca, que entrou na 6ª semana do programa.

## Rota Percorrida
- 9 de outubro de 2010 - Petrópolis - RJ
- 2 de outubro de 2010 - Mariana - MG
- 25 de setembro de 2010 - Domingos Martins - ES
- 18 de setembro de 2010 - Itamaraju - BA
- 12 de setembro de 2010 - Ilhéus - BA
- 4 de setembro de 2010 - Lençóis - BA
- 31 de agosto de 2010 - Feira de Santana - BA
- 21 de agosto de 2010 - Canindé de São Francisco - SE
- 14 de agosto de 2010 - Barra de Santo Antônio - AL
- 12 de agosto de 2010 - Caruaru - PE
- 7 de agosto de 2010 - Campina Grande - PB
- 31 de julho de 2010 - Mossoró - RN
- 30 de julho de 2010 - Fortaleza - CE

## Participantes

### Mário Remo
29 anos, é policial do Gate, natural de Teresina-PI. Foi o campeão com 80,20% dos votos derrotando Thalita e Camilla na final.

### Thalita Wagner
22 anos, é estudante de publicidade e propaganda, é natural de Santos-SP. Foi a 2ª colocada com 11,30% dos votos.

### Camilla Fit
26 anos, é designer de moda, natural de Belo Horizonte-MG. Foi a 3ª colocada com 8,50% dos votos.

### Teca Mesquita
Esther Mesquita, 22 anos, natural de Nova Friburgo-RJ. Foi a última eliminada no dia 13 de outubro de 2010 com 3 votos ao disputar a lama com Mário e Camilla.

### Cadu Martins
23 anos, é diretor de uma ONG (crianças carentes), natural da cidade de Curitiba-PR. Foi o 9º eliminado no dia 6 de outubro de 2010 com 3 votos ao disputar a lama com Mário e Thalita.

### Júlio Costa
Júlio Costa Bueno, 28 anos, é Barman e Gogo Boy, natural de Santos-SP. Foi o 8º eliminado no dia 29 de setembro de 2010 com 3 votos ao disputar a lama com Cadu e Teca.

### Joice Verônica
22 anos, é funkeira, natural do Rio de Janeiro-RJ. Foi a 7ª eliminada no dia 22 de setembro de 2010 com 4 votos ao disputar a lama com Cadu e Camilla.

### Léo Tanus
Leonardo Tanus, 33 anos, é modelo, natural de São Paulo-SP. Foi o 6º eliminado no dia 15 de setembro de 2010 com 4 votos (sendo 1 de minerva) ao disputar a lama com Cadu e Joice.

### Déya Souza
25 anos, é secretária, natural de São Paulo-SP. Foi a 5ª eliminada no dia 8 de setembro de 2010 com 4 votos ao disputar a lama com Cadu e Joice.

### Dedé Lipparelli
28 anos, é produtora de eventos, natural de São Paulo-SP. Foi a 4ª eliminada no dia 1 de setembro de 2010 com 6 votos ao disputar a lama com Déya e Júlio.

### Julio Hasse
Julio Cesar Hasse, 25 anos, é rapper, natural de Blumenau-SC. Foi o 3º eliminado no dia 25 de agosto de 2010 com 7 votos ao disputar a lama com Dedé e Júlio.

### Ammie Graves
22 anos, é DJ e é natural da cidade de São José dos Campos-SP. Foi a 2ª eliminada no dia 13 de agosto de 2010 com 7 votos ao disputar a lama com Joice e Júlio.

### Tato Tarcan
26 anos, é Blogueiro natural de São Bernardo do Campo-SP. Foi o 1º eliminado no dia 6 de agosto de 2010 com 6 votos ao disputar a lama com Cadu e Joice.

## Histórico
|                    | Semana 1                          | Semana 2                          | Semana 3                          | Semana 4                         | Semana 5                         | Semana 6                         | Semana 7                           | Semana 8                         | Semana 9                           | Semana 10                          | Semana 11                  | Votos recebidos |  |
| Final              | Semana 1                          | Semana 2                          | Semana 3                          | Semana 4                         | Semana 5                         | Semana 6                         | Semana 7                           | Semana 8                         | Semana 9                           | Semana 10                          |                            | Votos recebidos |  |
| ------------------ | --------------------------------- | --------------------------------- | --------------------------------- | -------------------------------- | -------------------------------- | -------------------------------- | ---------------------------------- | -------------------------------- | ---------------------------------- | ---------------------------------- | -------------------------- | --------------- |  |
| Queridão da Semana | Dedé                              | Léo                               | Léo                               | Thalita                          | Léo                              | Thalita                          | Mário                              | Mário                            | Teca                               | Thalita                            | (nenhum)                   |                 |  |
| Indicados da Lama  | Cadu Joice Tato                   | Ammie Joice Júlio                 | Dedé Hasse Júlio                  | Dedé Déya Júlio                  | Cadu Déya Joice                  | Cadu Joice Léo                   | Cadu Camilla Joice                 | Cadu Júlio Teca                  | Cadu Mário Thalita                 | Camilla Mário Teca                 | (nenhum)                   |                 |  |
|                    |                                   |                                   |                                   |                                  |                                  |                                  |                                    |                                  |                                    |                                    |                            |                 |  |
| Mário              | Tato                              | Ammie                             | Hasse                             | Dedé                             | Déya                             | Léo                              | Joice                              | Júlio                            | Cadu                               | Teca                               | Vencedor (Dia 83)          | 1               |  |
| Thalita            | Tato                              | Júlio                             | Dedé                              | Dedé                             | Déya                             | Léo                              | Joice                              | Júlio                            | Cadu                               | Teca                               | 2º lugar (Dia 83)          | 1               |  |
| Camilla            | Tato                              | Júlio                             | Dedé                              | Dedé                             | Déya                             | Léo                              | Joice                              | Júlio                            | Cadu                               | Teca                               | 3º lugar (Dia 83)          | 3               |  |
| Teca               | Ausente                           | Ausente                           | Ausente                           | Ausente                          | Ausente                          | Cadu                             | Camilla                            | Cadu                             | Mário                              | Camilla                            | Eliminada (Dia 76)         | 5               |  |
| Cadu               | Joice                             | Ammie                             | Hasse                             | Dedé                             | Déya                             | Joice                            | Joice                              | Teca                             | Thalita                            | Eliminado (Dia 69)                 | Eliminado (Dia 69)         | 11              |  |
| Júlio              | Cadu                              | Ammie                             | Hasse                             | Dedé                             | Joice                            | Joice                            | Camilla                            | Teca                             | Eliminado (Dia 62)                 | Eliminado (Dia 62)                 | Eliminado (Dia 62)         | 8               |  |
| Joice              | Tato                              | Ammie                             | Hasse                             | Déya                             | Cadu                             | Cadu                             | Cadu                               | Eliminada (Dia 55)               | Eliminada (Dia 55)                 | Eliminada (Dia 55)                 | Eliminada (Dia 55)         | 13              |  |
| Léo                | Tato                              | Ammie                             | Hasse                             | Déya                             | Joice                            | Cadu                             | Eliminado (Dia 48)                 | Eliminado (Dia 48)               | Eliminado (Dia 48)                 | Eliminado (Dia 48)                 | Eliminado (Dia 48)         | 4               |  |
| Déya               | Joice                             | Ammie                             | Hasse                             | Dedé                             | Cadu                             | Eliminada (Dia 41)               | Eliminada (Dia 41)                 | Eliminada (Dia 41)               | Eliminada (Dia 41)                 | Eliminada (Dia 41)                 | Eliminada (Dia 41)         | 6               |  |
| Dedé               | Tato                              | Ammie                             | Hasse                             | Júlio                            | Eliminada (Dia 35)               | Eliminada (Dia 35)               | Eliminada (Dia 35)                 | Eliminada (Dia 35)               | Eliminada (Dia 35)                 | Eliminada (Dia 35)                 | Eliminada (Dia 35)         | 9               |  |
| Hasse              | Joice                             | Júlio                             | Dedé                              | Eliminado (Dia 27)               | Eliminado (Dia 27)               | Eliminado (Dia 27)               | Eliminado (Dia 27)                 | Eliminado (Dia 27)               | Eliminado (Dia 27)                 | Eliminado (Dia 27)                 | Eliminado (Dia 27)         | 7               |  |
| Ammie              | Joice                             | Júlio                             | Eliminada (Dia 15)                | Eliminada (Dia 15)               | Eliminada (Dia 15)               | Eliminada (Dia 15)               | Eliminada (Dia 15)                 | Eliminada (Dia 15)               | Eliminada (Dia 15)                 | Eliminada (Dia 15)                 | Eliminada (Dia 15)         | 7               |  |
| Tato               | Joice                             | Eliminado (Dia 8)                 | Eliminado (Dia 8)                 | Eliminado (Dia 8)                | Eliminado (Dia 8)                | Eliminado (Dia 8)                | Eliminado (Dia 8)                  | Eliminado (Dia 8)                | Eliminado (Dia 8)                  | Eliminado (Dia 8)                  | Eliminado (Dia 8)          | 6               |  |
|                    |                                   |                                   |                                   |                                  |                                  |                                  |                                    |                                  |                                    |                                    |                            |                 |  |
| Notas              | [1][2]                            | [3]                               | [4]                               | [5]                              | [6]                              | [7][8]                           | [9]                                | [10]                             | [11]                               | [12]                               | [13][14]                   |                 |  |
| Lama               | Cadu Joice Tato                   | Ammie Joice Júlio                 | Dedé Hasse Júlio                  | Dedé Déya Júlio                  | Cadu Déya Joice                  | Cadu Joice Léo                   | Cadu Camilla Joice                 | Cadu Júlio Teca                  | Cadu Mário Thalita                 | Camilla Mário Teca                 | Camilla Mário Thalita      |                 |  |
| Eliminado          | Tato 6 de 12 votos para eliminar  | Ammie 7 de 11 votos para eliminar | Hasse 7 de 10 votos para eliminar | Dedé 6 de 9 votos para eliminar  | Déya 4 de 8 votos para eliminar  | Léo 4 de 8 votos para eliminar   | Joice 4 de 7 votos para eliminar   | Júlio 3 de 6 votos para eliminar | Cadu 3 de 5 votos para eliminar    | Teca 3 de 4 votos para eliminar    | Camilla 8,50% para vencer  |                 |  |
| Eliminado          | Tato 6 de 12 votos para eliminar  | Ammie 7 de 11 votos para eliminar | Hasse 7 de 10 votos para eliminar | Dedé 6 de 9 votos para eliminar  | Déya 4 de 8 votos para eliminar  | Léo 4 de 8 votos para eliminar   | Joice 4 de 7 votos para eliminar   | Júlio 3 de 6 votos para eliminar | Cadu 3 de 5 votos para eliminar    | Teca 3 de 4 votos para eliminar    | Thalita 11,30% para vencer |                 |  |
| Salvos             | Joice 5 de 12 votos para eliminar | Júlio 4 de 11 votos para eliminar | Dedé 3 de 10 votos para eliminar  | Déya 2 de 9 votos para eliminar  | Cadu 2 de 8 votos para eliminar  | Cadu 3 de 8 votos para eliminar  | Camilla 2 de 7 votos para eliminar | Teca 2 de 6 votos para eliminar  | Mário 1 de 5 votos para eliminar   | Camilla 1 de 4 votos para eliminar | Mário 80,20% para vencer   |                 |  |
| Salvos             | Cadu 1 de 12 votos para eliminar  | Joice 0 de 11 votos para eliminar | Júlio 0 de 10 votos para eliminar | Júlio 1 de 9 votos para eliminar | Joice 2 de 8 votos para eliminar | Joice 2 de 8 votos para eliminar | Cadu 1 de 7 votos para eliminar    | Cadu 1 de 6 votos para eliminar  | Thalita 1 de 5 votos para eliminar | Mário 0 de 4 votos para eliminar   | Mário 80,20% para vencer   |                 |  |

## Prévias da Lama
As prévias da lama no decorrer de todo o programa, sempre pela ordem do mais votado ao menos votado.
1ª semana: Não houve prévia pois só começou a partir da 3ª semana.
2ª semana: Não houve prévia, pois só começou a partir da 3ª semana.
3ª semana: Júlio, Hasse e Dedé. Na terça-feira, a prévia não mudou e os três continuaram na lama.
4ª semana: Dedé, Déya e Camilla. No dia da eliminação a prévia mudou e Camilla saiu da lama e entrou Júlio.
5ª semana: Cadu, Joice e Thalita. No dia da eliminação a prévia mudou e Thalita saiu da lama e entrou Déya.
6ª semana: Cadu, Joice e Léo. No dia da eliminação a prévia não mudou e os três continuaram na lama.
7ª semana: Cadu, Camilla e Teca. No dia da eliminação a prévia mudou e Teca saiu da lama e entrou Joice.
8ª semana: Teca, Camilla e Mário. No dia da eliminação a prévia mudou e Camilla e Mário saíram da lama e entraram Cadu e Júlio.
9ª semana: Mário, Camilla e Cadu. No dia da eliminação a prévia mudou e Camilla saiu da lama e entrou Thalita.
10ª semana: Não houve prévia da lama pois se tratava da última eliminação do programa antes da final.